# Yaouba Abdoulaye
Yaouba Abdoulaye, né en 1958 à Maroua, est un ingénieur agronome et homme politique camerounais. Il est ministre délégué auprès du ministre des Finances depuis 2019.

## Biographie

### Enfance et débuts
Yaouba Abdoulaye est né en 1958 à Maroua, dans la région de l’extrême-nord du Cameroun. Il fait ses études supérieures à l’école nationale supérieure agronomique de Yaoundé (ENSA) où il obtient en 1984 son diplôme d’ingénieur agronome option économie et vulgarisation. En 2001, il quitte le Cameroun pour la France et étudie à l'Institut Forhom à la Rochelle où il acquiert des connaissances et techniques du pilotage d’un projet de développement par un dispositif de suivi-évaluation.
Il est marié et père de six enfants.

### Carrière
Il entame sa carrière professionnelle à la direction de l'agriculture du ministère de l’Agriculture. En 1984, il est nommé délégué départemental de l'agriculture de la vina à Ngaoundéré, puis directeur général de la mission de développement intégré des monts mandara (MIDIMA) de 1987 au 14 décembre 2006.
Il entre au gouvernement d’abord comme ministre délégué auprès du ministre d’État, ministre de la planification, de la programmation, du développement et de l’aménagement du territoire (MINPLAPDAT) de 2006 à 2007. Ensuite, le sept septembre 2007, il est nommé ministre délégué auprès du ministre de l’Économie, de la planification et de l’aménagement du territoire (MINEPAT). En 2009, il participe à la conférence Africa and Italy: Partners in Business à Rome. Puis le 2 mars 2018, il est nommé ministre délégué auprès du ministre des Finances.

## Politique
Il est un militant du Rassemblement démocratique du peuple camerounais (RDPC), membre titulaire du comité central ce parti, et chef de la délégation permanente départemental du RDPC pour le Diamaré lors des dernières élections en 2020.